# Aneilobolus lawrencei
Aneilobolus lawrencei är en skalbaggsart som beskrevs av Hesse 1948. Aneilobolus lawrencei ingår i släktet Aneilobolus och familjen Hybosoridae. Inga underarter finns listade i Catalogue of Life.